# Léra Averbakh
Valéria (Lera) Lvovna Averbakh, rus: Вале́рия (Ле́ра) Льво́вна Авербах, coneguda habitualment com a Lera Auerbach (Txeliàbinsk, 21 d'octubre de 1973) és una compositora i pianista russa. És considerada com una dels 50 millors compositors contemporanis del món, d'entre només tretze dones.

## Carrera
Continuà la tradició de virtuosos compositors i pianistes dels segles XIX i XX. La seva música es caracteritza per la llibertat d'estil.
Auerbach va realitzar el seu debut en el Carnegie Hall en maig de 2002 interpretant la seva pròpia "Suite per a violí, piano i orquestra juntament amb Gidon Kremer i la Kremerata Baltica. Des de llavors la música d'Auerbach ha sonat al carnegie Hall cada temporada. El 2005 va rebre el prestigiós "Hindemitz Prize" en el festival de música Schelswig-Holstein d'Alemanya.
Les seves composicions han estat representades i interpretades per Gidon Kremer, el Ballet Real Danés, el Ballet de Handemburg, David Finckel y Wu Han, Vadin Gluzman, la Kremerata Bàltica i l'Ensemble de l'orquestra de Kanzawa, entre molts altres. Ausberch ha actuat com a pianista solista en prestigiosos auditoris com el Great Hall del Conservatori de Moscou, la Ciutat de l'Òpera de Tòquio, el Lincoln Center de Nova York, el Herkulessaal de Múnic, el Konzerthaus d'Oslo, el Symphoni Hall de Chicago i el Kennedy center de Washington DC.
Una nova representació del Ballet Real de Dinamarca per celebrar el bicentenari de Hans Christian Andersen, va ser la segona col·laboració de Lera Auerbach amb el coreògraf John Neumeier. El ballet va ser una interpretació moderna del clàssic La Sirenita, en la seva estrena a l'abril de 2005 va ser tot un èxit.
Lera Auerbach també és escriptora, ha publicat poesies i prosa en rus. Lera Auerbach és una de les compositores més joves que publica amb la prestigiosa editorial Hans Sikorki (famosa per publicar obres de Prokófiev, Xostakóvitx, Sofia Gubaidúlina i Kantxeli).